# Așii înălțimilor (film din 1976)
Așii înălțimilor (titlul original: în engleză Aces High) este un film dramatic de coproducție britano-francez, realizat în 1976 de regizorul Jack Gold, după piesa Journey's End din 1928 de R.C. Sherriff și romanul autobiografic Saggitarius Rising al scriitorului Cecil Lewis, protagoniști fiind actorii Malcolm McDowell, Christopher Plummer, Simon Ward și Peter Firth. 

## Rezumat
Primul Război Mondial, octombrie 1916. În fața studenților captivați de la Eton College, printre care e și Stephen Croft, un fost absolvent, ofițerul zburător John Gresham, vorbește despre serviciul său în Royal Flying Corps, „noua noastră armă pentru a-i învinge pe huni”. După ce Gresham a terminat, directorul le cere tinerilor studenți să „joace mai târziu jocul de dragul jocului”, adică să lupte pentru Anglia și Imperiul Britanic cu armele în mână când va veni momentul.
Intriga propriu-zisă a filmului are loc un an mai târziu, timp de șapte zile consecutive: maiorul Gresham este liderul Escadrilei 76 a Corpului de zbor regal de pe frontul de vest. Un nou înlocuitor sosește acolo în toamna anului 1917, sublocotenentul Croft. Escadrila este tocmai plecată în misiune. First Croft îl întâlnește pe Lt. Crawford, care a rămas la sol, fiind în pragul unei căderi psihice și încearcă prin toate mijloacele să evite alte misiuni. Când escadrila se întoarce, maiorul Gresham își dă seama că nu îl cunoaște pe tânărul pilot doar din Eton, unde era căpitanul casei lui Croft. Croft este și fratele iubitei lui Gresham care îl admiră într-un mod copilăresc pe asul zburător, care este doar cu câțiva ani mai în vârstă decât el. Lui Gresham totul este oarecum neplăcut, mai ales că liderul escadrilei are și o problemă cu băutura. Bea pentru a face față stresului luptelor aeriene și pentru a putea zbura mereu. Acum simte o responsabilitate suplimentară pentru bunăstarea fratelui iubitei sale. El încearcă să-l învețe pe Croft, care are doar 15 ore de experiență de zbor, cum să supraviețuiască în aer. Dar Croft încă mai are de învățat la sol și își face probleme de câteva ori când încalcă stângaci între ofițeri eticheta.
Croft supraviețuiește mai multor zboruri, aterizări, focuri antiaeriene și atacuri ale avioanelor germane. Dintr-un școlar naiv se transformă rapid într-un zburător acceptabil. De asemenea, este și altceva nou pentru el: Gresham vrea să găsească  pilotul ofițer german pe care l-a obligat la o aterizare forțată și să-l „împrumute” din captivitatea franceză pentru o seară, pentru a sărbători o petrecere cu inamicul și camarazii săi, dar după o insistență uimitoare asupra francezilor, obține aprobarea să ia  prizonierul cu el. El nu pare să observe mizeria războiului de tranșee. Așa ajunge și Croft să cunoască optica ofițerilor zburători: dușmanii care se luptă până la moarte cu toată puterea în timpul zilei, pot să ia o pauză și să sărbătorească seara împreună. 
Croft abia se întoarce dintr-un zbor de recunoaștere împreună cu căpitanul Sinclair, colegul pilot care făcea fotografii. Acesta a fost lovit și era deja mort când au aterizat, provocând o lovitură grea lui Croft, pentru că ofițerul mai în vârstă avusese grijă de el în mod patern. Moartea face parte din viața de zi cu zi pentru aviatori, care de obicei își petrec timpul liber între misiuni în popota ofițerilor, unde apelează la alcool pentru a face față stresului și fricii de moarte și cântă cântece melancolice și sarcastice. Caută uneori și prostituate într-un orășel francez din apropiere, Amiens, aceasta fiind o altă experiență nouă pentru Croft. În rest, respectul lui Croft pentru Gresham crește: maiorul își ține trupele împreună într-o manieră camaradeșească. Gresham vorbește deschis și cu amărăciune despre ofițerii de la cartierul general care ordonă misiuni fără a ține cont de victime și care, din motive de moral de luptă, nu atribuie parașute piloților.
În dimineața celei de-a șaptea zi, escadrila pornește într-o altă misiune periculoasă: baloanele germane de observație în spatele liniilor inamice trebuie să fie doborâte. În bătălia aeriană care a urmat, Croft a reușit să obțină prima sa victorie după ce câțiva dintre camarazii săi fuseseră deja doborâți. Dar când se întoarce la bază se ciocnește frontal de un avion german și moare. Mai târziu, Gresham, singurul supraviețuitor al echipei de sinucigași, se luptă cu disperare cu scrisorile de condoleanțe adresate rudelor celor morți. 
După ce alți trei tineri piloți înlocuitori tocmai s-au prezentat la escadrilă pentru serviciu, Gresham are o halucinație în timp ce se uită pe fereastră. El crede că Croft tocmai a coborât din avion și vine spre cazarma personalului, dar apariția acestuia repede dispare.

## Distribuție
- Malcolm McDowell – maiorul John Gresham
- Christopher Plummer – căpitanul „Uncle” Sinclair
- Simon Ward – locotenentul Crawford
- Peter Firth – locotenentul Stephen Croft
- David Wood – locotenentul „Tommy” Thompson
- John Gielgud – maistrul șef la Eton
- Trevor Howard – locotenent-colonel Silkin
- Richard Johnson – maiorul Lyle
- Ray Milland – generalul de brigadă Whale
- Christopher Blake – locotenentul Roberts
- David Daker – Mess caporal Bennett
- Barry Jackson – caporalul Albert Joyce
- Ron Pember – Lance caporal Eliot
- Tim Pigott-Smith – maior Stoppard
- Gilles Béhat – Beckenaur
- Elliot Cooper – Wade
- Jacques Maury – Ponnelle
- Jeanne Patou – cântăreața franceză
- Pascale Christophe – prietena lui Croft
- John Serret – colonelul francez
- Gerard Paquis – ofițerul francez
- Jean Driant – caporalul de la manutanță
- Judy Buxton – fata franceză
- Tricia Newby – fata franceză
- Penny Irving – French Girl
- Roland Viner – un ofițer
- Steven Pacey – un ofițer
- Kim Lotis – ofițerul Batman
- Jane Anthony – Katherine
- Evelyn Cordeau – o fată franceză
- Paul Henley – un recrut
- David Arnold – un recrut
- Paul Rosebury – un recrut
- James Cormack – căpitanul școlii de pilotaj

## Producția

### Filmări
Programul filmărilor a durat șapte săptămâni, cu o săptămână pentru repetiții. Exterioarele au fost filmate în Spania și sudul Angliei, cu captări principale la Booker Airfield, High Wycombe, Buckinghamshire, precum și St Katharine Docks și Eton College. Interioarele au fost finalizate la Pinewood Studios.
Producția a acordat o atenție deosebită autenticității, echipamentele din perioada Primului Război Mondial fiind folosite pe tot parcursul filmului, cum ar fi instalațiile aerodromului, barăcile și transportul motorizat. Escadrila descrisă (cunoscută sub numele de Escadrila 76) se bazează vag pe Escadrila 56, care a pilotat avionul S.E.5 și care a recâștigat superioritatea aeriană a Aliaților la mijlocul anului 1917. Unele scene se bazează pe povești reale RFC, cum ar fi piloții care aleg între să sară la moarte sau să ardă de vii în aeronava lor (deoarece nu li s-au eliberat parașute).

### Secvențe aeriene

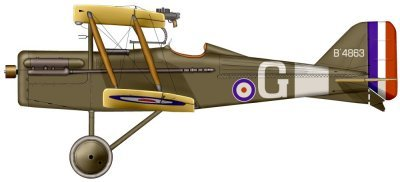
S.E.5a (motor Hispano-Suiza 200 c.p. cu elice 4-pale) al No. 56 Squadron RAF.

Deși filmul a refolosit câteva secvențe aeriene din The Blue Max (1966) și Von Richthofen and Brown (1971), producătorii și-au filmat propriile scene de zbor. Toate S.E.5 britanice au fost Stampe SV.4 puternic modificate, un avion de antrenament belgian biloc care a zburat pentru prima dată în anii 1930. Avionul lui Sinclair a fost o perioadă un Avro 504.
Avioanele germane au fost toate aeronave adaptate după primul război mondial, cu excepția unei replici Fokker E-III Eindecker. Reproducerea este văzută atunci când a aterizat intact și pilotul său salută omologii săi britanici.

## Melodii din film
- Under the Bridges of Paris (Sous les Ponts de Paris) (nemenționat), muzica de Vincent Scotto, text (fr.) de Jean Rodor / (en.) de Dorcas Cochran;
- Till The Boys Come Home (nemenționat), de Ivor Novello și Lena Guilbert Ford;
- Roses of Picardy (nemenționat), de Haydn Wood și Frederick Edward Weatherly;
- Goodbye-ee (nemenționat), de Bert Lee și R.P. Weston;
- Fantaisie-Impromptu (nemenționat), de Frédéric Chopin ca temă muzicală;
- Alte Kameraden (Opening March), compusă de Carl Teike;

## Remarcă
Este un remake al filmului Journey's End din anul 1930 de regizorul James Whale.

## Premii și nominalizări
În 1977, filmul a fost nominalizat la British Academy Film Award/BAFTA Award (lui Gerry Fisher) la categoria Cea mai bună imagine. 
Tot în 1977, Așii înălțimilor a câștigat premiul Evening Standard British Film Award pentru cel mai bun film britanic.